# Cue (spectacle)
Pour les articles homonymes, voir cue.
Un cue  est le déclencheur d'une action qui doit être effectuée à un moment précis. Il est utilisé dans le théâtre, le cinéma, le show control. Il peut définir un changement d'éclairage, un effet visuel, ou un effet sonore dans le déroulement d'une scène. C'est ce terme anglais à l'origine qui est utilisé internationalement pour envoyer ce type d'ordre dans les spectacles.

## Types
Les cues sont donnés par le régisseur de façon orale sur un système de communication (micro-casque), ou par l'envoi d'une commande d'un système de show control. Il existe essentiellement 3 types de signaux oraux : warning, standby, go. 
- Warning : Donné environ une minute avant le cue pour que les techniciens concernés se préparent et s'assurent que tout est réglé.
- Standby : Envoyé quelques secondes avant le cue.
- Go : Donné au moment où le cue doit être exécuté.

## Appel et l'exécution
Chaque régisseur possède sa propre méthode pour lancer des cues. L'important, c'est d'être entendu et compris. Voici un exemple de la manière dont un régisseur pourrait appeler le lancement d'un effet laser :
- "Attention effet laser"
- "Standby  effet laser"
- "Effet laser GO"

Le mot "go" doit arriver en dernier, parce que dès que le mot "go" est entendu, le technicien exécute le cue.
S'il y a plusieurs cues à la suite, plutôt que de réitérer les deux premières phases, un régisseur pourrait dire, par exemple pour un tir d'artifices: "Attention fusées 26 à 30... Standby fusées 26 à 30... fusée 26 Go... fusée 27 Go... fusée 28 Go... fusée 29 Go,... fusée 30 Go."
Les techniciens qui doivent exécuter le cue sont tenus de répondre au warning et au standby, pour que le régisseur sachent qu'ils ont entendu et qu'ils sont prêts.La réponse doit être courte, par exemple "artificier prêt".
Quand un cue n'a pas un effet immédiat, par exemple un cue de préparation de machinerie, le technicien doit répondre aussi quand le cue est exécuté, par exemple "moteur de montée de scène enclenché".

## Commande
Les cues sont numérotés, généralement à partir de 1 et progressent dans les entiers. Si un cue supplémentaire est inséré par la suite, il peut être différencié par un nombre décimal ou une lettre. par exemple 37, 37.3, 37.7 ou 51A, 51B, 51C.
Dans les systèmes de show control, la numérotation peut être remplacée par le temps auquel celui ci doit être exécuté. C'est particulièrement le cas des logiciels de show control qui utilisent des timelines.

## Cue lumineux
Les cues lumineux sont parfois utilisés dans les coulisses lorsque l'utilisation d'un micro-casque pour les communications est impossible, comme par exemple lorsqu'un acteur a besoin de faire une entrée précise. Le cue lumineux est un système d'une ou plusieurs ampoules, contrôlées par le régisseur de scène à l'aide d'un commutateur. Le cue lumineux utilise des couleurs: une lumière rouge indique un "warning", une  lumière jaune ou un voyant rouge clignotant pour "standby" et une lumière verte signale un "go".

## Conduite
Une feuille de conduite est créée par le régisseur ou le metteur en scène pour afficher les informations sur les cues. Les techniciens participant au spectacle peuvent avoir des copies de la conduite avec seulement les informations les concernant. 